# Schloss Högen

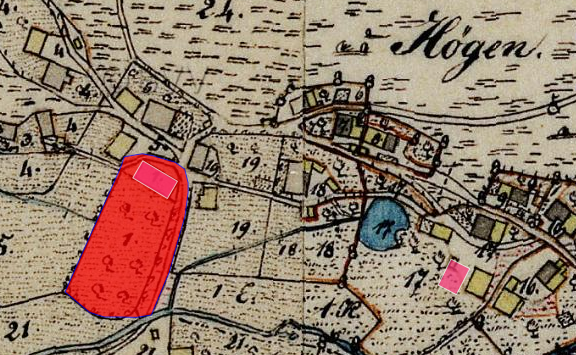
Lageplan von Schloss Högen auf dem Urkataster von Bayern

Das Schloss Högen ist ein Schloss im Ortsteil Högen der Gemeinde Weigendorf im Oberpfälzer Landkreis Amberg-Sulzbach von Bayern. Das  Schloss wird als Baudenkmal von Weigendorf unter der Aktennummer D-3-71-157-13 geführt; darunter liegende Reste der Anlage werden als „archäologische Befunde und Funde im Bereich des ehem. Schlosses in Högen“ unter der Aktennummer D-3-6535-0084 im BayernAtlas benannt.

## Geschichte
Högen (Hegina) wird erstmals am 28. November 1043 erwähnt, als König Heinrich III. seinem minister Pardo die Orte Wurmrausch (villis Wermerischa), Högen und Fürnried (Furchenriet) schenkt, die aus den Besitzungen des kaiserlichen Onkels, des Bischofs Gebhard von Regensburg, und dessen Mutter Adelheid oder von den Vorfahren der Grafen von Sulzbach stammte. In Pardo wird ein Ministeriale bzw. Verwaltungsbeamter im Nürnberger Umland vermutet. 1402 ist eine Ortsadelfamilie von Högen nachgewiesen; ein Landsassengut wird hier erstmals in der Landtafel von 1557 genannt, damals im Besitz des Georg Brandt. Nachfolger in diesem Besitz wurde 1574 Hans von Furtenbach zu Reichenschwand. Nach 1580 sind hier die Preysing beglaubigt. 1650 tritt Alexander von Salleth die Nachfolge an. Als weitere Besitzer werden genannt der Sulzbacher Kanzler Johann Christian Knorr von Rosenroth, dann Marquart Leopold Schütz von Pfeilstatt und die von Schönberg. 1789 verkauft Heinrich Albrecht von Roeder das freieigentümliche Rittergut an Christoph Friedrich Mayer; Högen wird als geschlossene Hofmark mit Gerichtsgewalt beschrieben.
Ein weiterer Besitzer des Schlosses war Hans Rösl. Bis 1882 wurde das Schloss als Schulhaus, dann als Postgebäude und als Teil einer Landwirtschaft genutzt. Heute sind in dem renovierten Anwesen ein Architekturbüro und Wohnräume untergebracht.
Auch nach einer Aufstellung der Ortschaften im Landrichteramt Sulzbach von ca. 1790 wird Högen mit einem Niedergericht, dem Schloss und 26 Anwesen aufgeführt. Lisette von Mayer wird 1809 als Eigentümerin des Patrimonialgerichts in Högen genannt. Seit 1818 ist Högen Bestandteil der Gemeinde Weigendorf.

## Baulichkeit

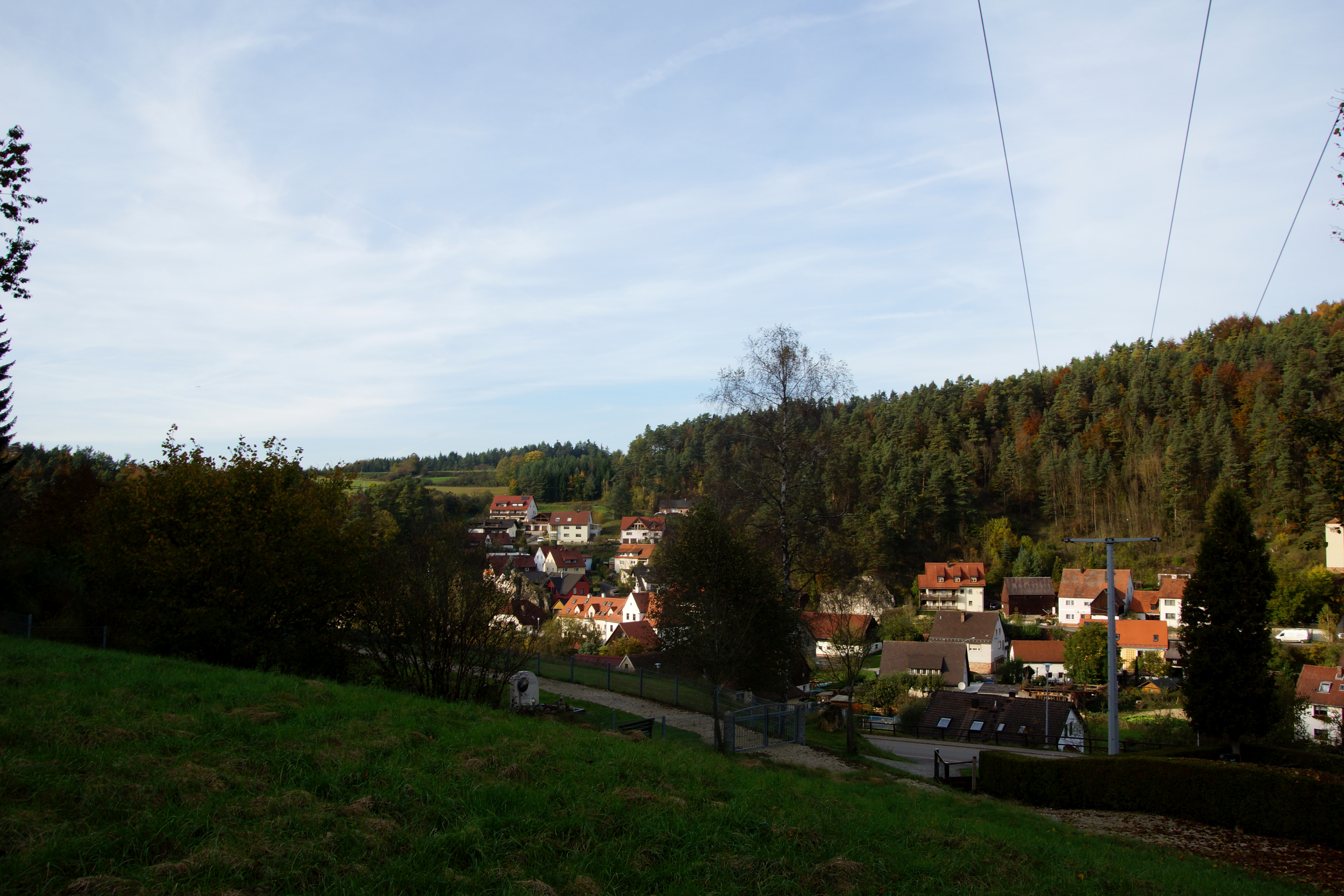
Blick auf Högen; der kleine Schlossbau ist links der Bildmitte (Baumgruppe) durch das Zwerchhaus sichtbar

Das Schloss ist ein zweigeschossiger, verputzter Massivbau mit einem Walmdach mit Zwerchhaus. Das im Kern mittelalterliche Gebäude erhielt seine jetzige Form durch einen Umbau von 1733. Von dem Umbau von 1733 sind Stuckdecken, Lehmwickeldecken sowie bedeutende Teile der Ausstattung, wie barocke Türblätter, hölzerne Treppengeländer und originale Kreuzstockfenster, erhalten geblieben. Seit 1740 gehört zum Schloss ein großer Schlossgarten mit einem Schlossteich. Zwischen 2004 und 2007 wurde das Anwesen vorbildlich saniert; dafür wurden die Bauherren 2012 mit der Bayerischen Denkmalschutzmedaille geehrt.